# Cruz a la Constancia en el Servicio
Cruz a la Constancia en el Servicio es una condecoración española cuyo reglamento se aprobó por el real decreto 682/2002, modificado por Real Decreto 1385/2011.
Tiene por finalidad recompensar y distinguir a los militares de complemento, militares de tropa y marinería  y a los miembros del Cuerpo de la Guardia Civil pertenecientes a la Escala de Cabos y Guardias, por su constancia en el servicio e intachable conducta.

## Requisitos
- Ser militar de complemento, militar de tropa y marinería o miembro de la Guardia Civil perteneciente a la Escala de Cabos y Guardias.
- Tener cumplidos 15 años de servicios efectivos para la Cruz de Bronce, 25 años para la Cruz de Plata y 30 años para la Cruz de Oro.
- Haber observado una conducta intachable.
- No tener delitos o faltas sin cancelar en su documentación personal.

## Descripción
- Cruz de Oro a la Constancia en el Servicio: Cruz de cuatro brazos triangulares, de base recta y lados curvos, en esmalte blanco, fileteada de escamas abrillantadas de oro en su color. El brazo superior irá sumado de corona real de oro, a la que se articula una anilla circular del mismo metal, para su unión a la cinta. En el centro de la cruz un escudo de contorno circular con un filete de oro en escamas. En el anverso, en campo de azur fileteado de oro, Cruz de Santiago, en gules, fileteada de oro; bordura en esmalte blanco, con la inscripción en azur: 'PREMIO A LA CONSTANCIA EN EL SERVICIO'. El reverso, lleno de azur y bordura de esmalte blanco. La cinta dividida en tres partes iguales en sentido longitudinal, siendo la del centro de color carmesí y las otras dos de color amarillo tostado con filetes carmesí.
- Cruz de Plata a la Constancia en el Servicio: Tendrá las mismas características y medidas que la descrita, con las siguientes diferencias: el fileteado de los brazos de la Cruz será de plata en escamas, al igual que el del escudo de contorno circular; en dicho escudo, el campo irá fileteado de plata. La Corona Real y la anilla serán, igualmente, de plata.
- Cruz de Bronce a la Constancia en el Servicio: Tendrá las mismas características y medidas que la descrita, con las siguientes diferencias: el fileteado de los brazos de la Cruz será de bronce en escamas, al igual que el del escudo de contorno circular; en dicho escudo, el campo irá fileteado de bronce. La Corona Real y la anilla serán, igualmente, de bronce .

| Insignias y pasadores |                         |                          |
|                       |                         |                          |
| Cruz de Oro (30 años) | Cruz de Plata (25 años) | Cruz de Bronce (15 años) |

## Desposesión de distinciones
El agraciado con cualesquiera de las categorías que haya sido sentenciado por la comisión de un delito doloso o pública y notoriamente haya incurrido en actos contrario a las razones determinantes de la concesión de la distinción podrá, en virtud de expediente iniciado de oficio o por denuncia motivada, y con intervención del Fiscal de la Real Orden, ser desposeído del título correspondiente a la distinción concedida, decisión que corresponde a quien la otorgó.